# محاكم بلا سجون (مسلسل)
 محاكم بلا سجون  مسلسل أردني من البيئة البدوية، من تأليف محمود الزيودي وإخراج نجدت إسماعيل أنزور وعروة زريقات. حلقات المسلسل منفصلة؛ ففي كل حلقة تُطرح مشكلة وكيفية معالجتها وفقاً للقضاء العشائري والقضاء البدوي. أنتجت هذا المسلسل مؤسسة الخليج للأعمال الفنية - دبي عام 1985. شارك في المسلسل عدد من الممثلين السوريين والأردنيين منهم رشيد عساف ومنى واصف وأمل الدباس وجولييت عواد وجميل عواد وعبد الكريم القواسمي ومحمود أبو غريب وغيرهم.